# Dirk Taat
Dirk Taat (Den Haag, 10 oktober 1984) is een Nederlands fotomodel, presentator en acteur van Noorse komaf.

## Opleiding
Nadat hij zijn mavo-diploma had behaald, kwam hij in de horeca terecht. Hij baatte korte tijd een café uit in het Belgische Antwerpen. Vervolgens volgde hij een vooropleiding makelaardij. Hierna besloot hij de opleiding makelaar te gaan volgen bij een particulier instituut. Al tijdens zijn studie werd Taat via Frederique van der Wal in contact gebracht met de modellenwereld. Hij maakte onder andere foto's voor Tommy Hilfiger, Björn Borg en Veronica Magazine. Zijn makelaardij-opleiding rondde hij niet meer af.

## Carrière
Taat verwierf landelijke bekendheid door de rol van Alex Luzack in de Nederlandse soapserie Onderweg naar Morgen (ONM) die door televisiezender BNN werd uitgezonden.
In het najaar van 2008 was Taat te zien in het reisprogramma van Gordon, Gillend naar huis. Dit was omdat Gordons vriend met hem op vakantie was. Niet veel later was hij te zien in Life & Cooking als het Lekkere Hapje
Op 29 augustus 2009 deed Taat met de bekende Amsterdamse visagist Mari van de Ven mee aan het televisieprogramma Let's Dance. Taat danst en zoent hierin openlijk met de in een lichtroze rok geklede Van de Ven.
In 2010 deed Taat mee aan het EO-programma De Pelgrimscode. In de finale won hij uiteindelijk van John de Wolf.
Sinds 2011 houdt Taat zich grotendeels bezig met het presenteren van dagtelevisieprogramma’s voor SBS6 en RTL 4.

## Televisie & Film (acteur)
- Moordwijven - Cameo (2007)
- Onderweg naar Morgen - Alex Luzack (2008-2010)
- S1NGLE - Bijrijder takelwagen (Afl. Echte vriendinnen, 2009)

## Televisie (presentator)
- 4ME - RTL 4 (2011-2013)
- Hier Moet Je Zijn! - RTL 4  (2014)
- Nederland Heeft Het! - RTL 4  (2015, 2018)
- Alles over wonen - SBS6 (2017)
- Bruisend Horeca - SBS6 (2017)
- Dit Is Holland - RTL 4 (2020-heden)

## Televisie (overig)
- Gillend naar huis - RTL 4 (2008)
- Life & Cooking - RTL 4, Het lekkere hapje (2009)
- Let's Dance - RTL 4, Deelnemer (2009)
- De TV Kantine - RTL 4, The Mask (2009)
- de Pelgrimscode - EO, Winnende deelnemer (2010)
- Sterren Springen - SBS6, Verliezend Finalist (2012)
- Ik ben een ster, haal me hier uit! - RTL 5, deelnemer (2014)

## Model
- Tommy Hilfiger
- Veronica Magazine
- Björn Borg